# Dąbrówka (powiat sępoleński)
Dąbrówka – wieś w Polsce, położona w województwie kujawsko-pomorskim, w powiecie sępoleńskim, w gminie Kamień Krajeński.
| SIMC    | Nazwa     | Rodzaj    |
| ------- | --------- | --------- |
| 0087604 | Na Łąkach | część wsi |
| 0087610 | Pipów     | część wsi |

W latach 1975–1998 miejscowość należała administracyjnie do województwa bydgoskiego. Według Narodowego Spisu Powszechnego (III 2011 r.) liczyła 719 mieszkańców. Jest drugą co do wielkości miejscowością gminy Kamień Krajeński.

## Historia
W 1275 Mściwoj II wraz żoną Eufrozyną nadał osadę Dąbrówkę (nazwaną w dokumecie Łowiszową Dąbrową) augustianom ze Swornegaci. W 1303 augustianie ze Swornegaci wraz ze wszystkimi swoimi dobrami połączyli się z cystersami z Oliwy za zgodą króla Wacława II. W 1333 cystersi wymienili z zakonem krzyżackim Swornegacie wraz z Dąbrówką w zamian za Domatowo oraz Darzlubie. W 1356 osadę uzyskało arcybiskupstwo gnieźnieńskie w zamian za Gębarzów i Bruzdowo. W 1773 w wyniku sekularyzacji Fryderyk II Wielki zajął osadę na rzecz rządu Królestwa Prus